# Xã Caledonia, Quận Traill, Bắc Dakota
Xã Caledonia (tiếng Anh: Caledonia Township) là một xã thuộc quận Traill, tiểu bang Bắc Dakota, Hoa Kỳ. Năm 2010, dân số của xã này là 111 người.